# Barsfleth
Barsfleth ist ein Dorf in der Gemeinde Nordermeldorf im Kreis Dithmarschen.

## Geschichte
Barsfleth wurde im Jahre 1140 unter dem Namen Bersenflete erstmals erwähnt, erstmals urkundlich erwähnt wurde es 1447 unter dem Namen Borsfleth. Weitere geläufige Schreibweisen waren Bardesvlete und Bardesflethe.
Am 1. April 1934 wurde die Kirchspielslandgemeinde Nordermeldorf aufgelöst. Alle ihre Dorfschaften, Dorfgemeinden und Bauerschaften wurden zu selbständigen Gemeinden/Landgemeinden, so auch Barsfleth.
Am 1. Januar 1974 bildete die bis dahin selbständige Gemeinde zusammen mit Christianskoog und Thalingburen die neue Gemeinde Nordermeldorf.

## Persönlichkeiten
- Werner Boie (1913–2012), deutscher Offizier der Luftwaffe der Wehrmacht und der Bundeswehr
- Veronika Kolb (* 1948), Politikerin, Mitglied des Landtags von Schleswig-Holstein